# 竜崇正
竜 崇正（りゅう むねまさ、1943年 - ）は、日本の医師。千葉県がんセンター前センター長。千葉県立病院群医師臨床研修管理委員長。千葉県がん対策審議会副会長。

## 経歴
- 1943年11月1日生まれ。1968年千葉大学医学部卒業
- 1971年4月　千葉大学医学部第二外科入局
- 1976年から1978年までの3年間、千葉県内の100ベッドの地域病院で実践外科医として徹底的に訓練を受ける。
- 1978年10月　千葉大学医学部文部教官助手　肝胆膵外科の研究
- 1986年4月　千葉県がんセンター消化器外科　主任医長
- 1992年　国立がんセンター東病院　外科部長
- 1999年　千葉県立佐原病院　院長
- 2005年　千葉県がんセンター長
- 2009年　政策シンクタンク医療構想・千葉を設立。発起人代表となる。（出典:[リンク切れ]）
- 2009年　おゆみの診療所　院長
- 2010年　NPO法人医療・福祉ネットワーク千葉　理事長
- 2011年　浦安ふじみクリニック　院長

患者参加型医療を目指し、カルテ開示および情報共有、ピアーカウンセラーの導入などに積極的に取り組んでいる。(出典:)

## 人物
- 大学紛争で、中央鉄道病院、九州の個人病院などで研修、否定した大学医局のほうが良い医療が行われていると実感。この期間中にヨーロッパアルプスの登攀なども行う。
- ノンフィクション作家の柳原和子の友人であり、主治医の一人であった。(出典：NHKがんサポートキャンペーン番組ガイド[リンク切れ]）
- 大学時代の友人の土橋律子の紹介で支えあう会「α」に参加、医療者と患者との共同作業によるがん治療のあり方について考える。（出典：いいなステーションシンポジウムパネリスト紹介[リンク切れ]）

## 著書
- 「がん告知　患者の尊厳と医師の義務」 ISBN 4260124609（共著、医学書院、2001年）
- 「臨床に役立つ消化器立体画像のつくりかた」 ISBN  4871513300 （医学図書出版、2005年）
- 「がんの時代を生き抜く10の戦術！」　ISBN 4385362505　（共著、三省堂、2006年）
- 「がん診療ハンドブック」　ISBN 9784815918101（監修、永井書店、2008年）